# Videografia di Whitney Houston

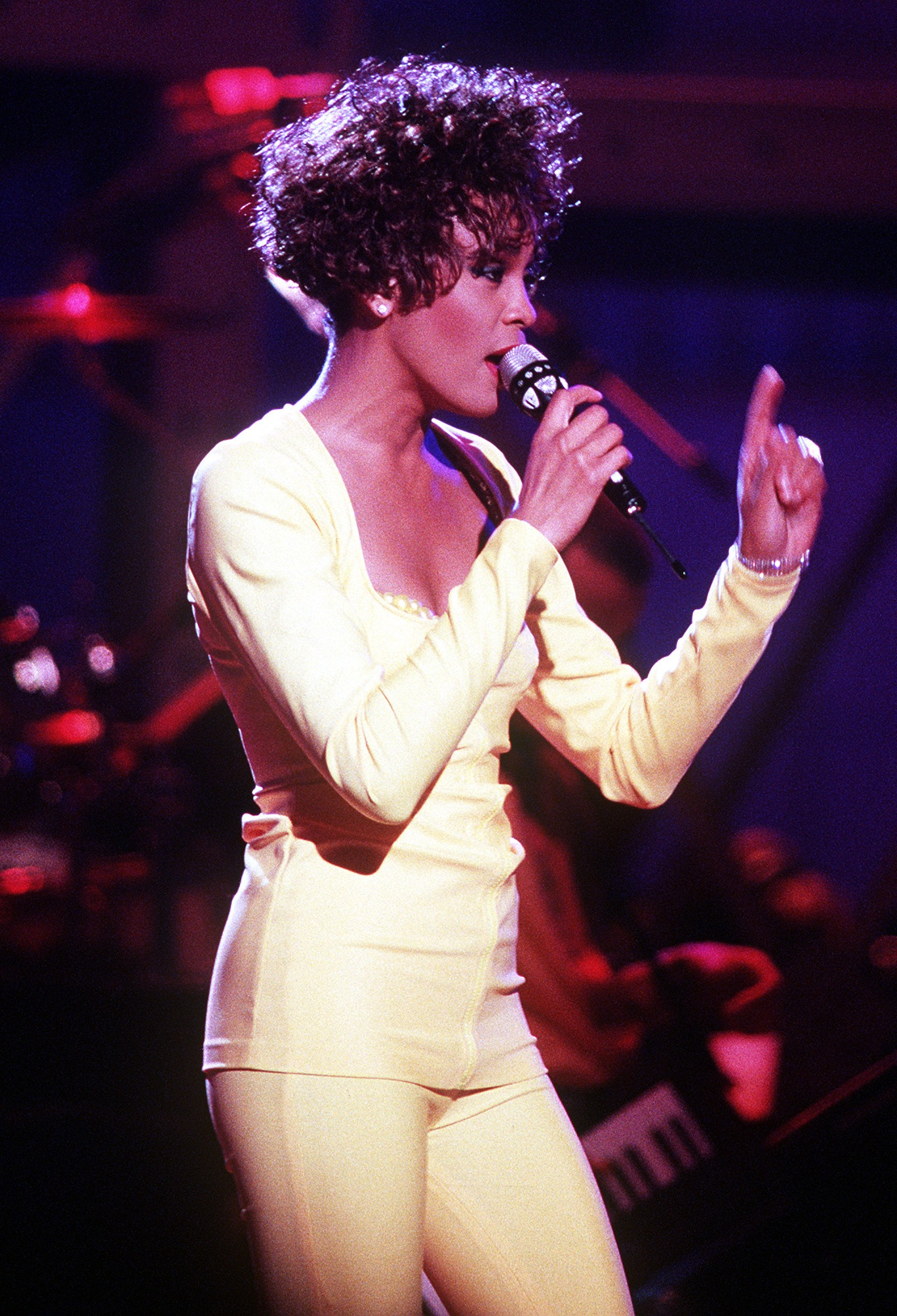
Whitney durante un concerto nel 1991

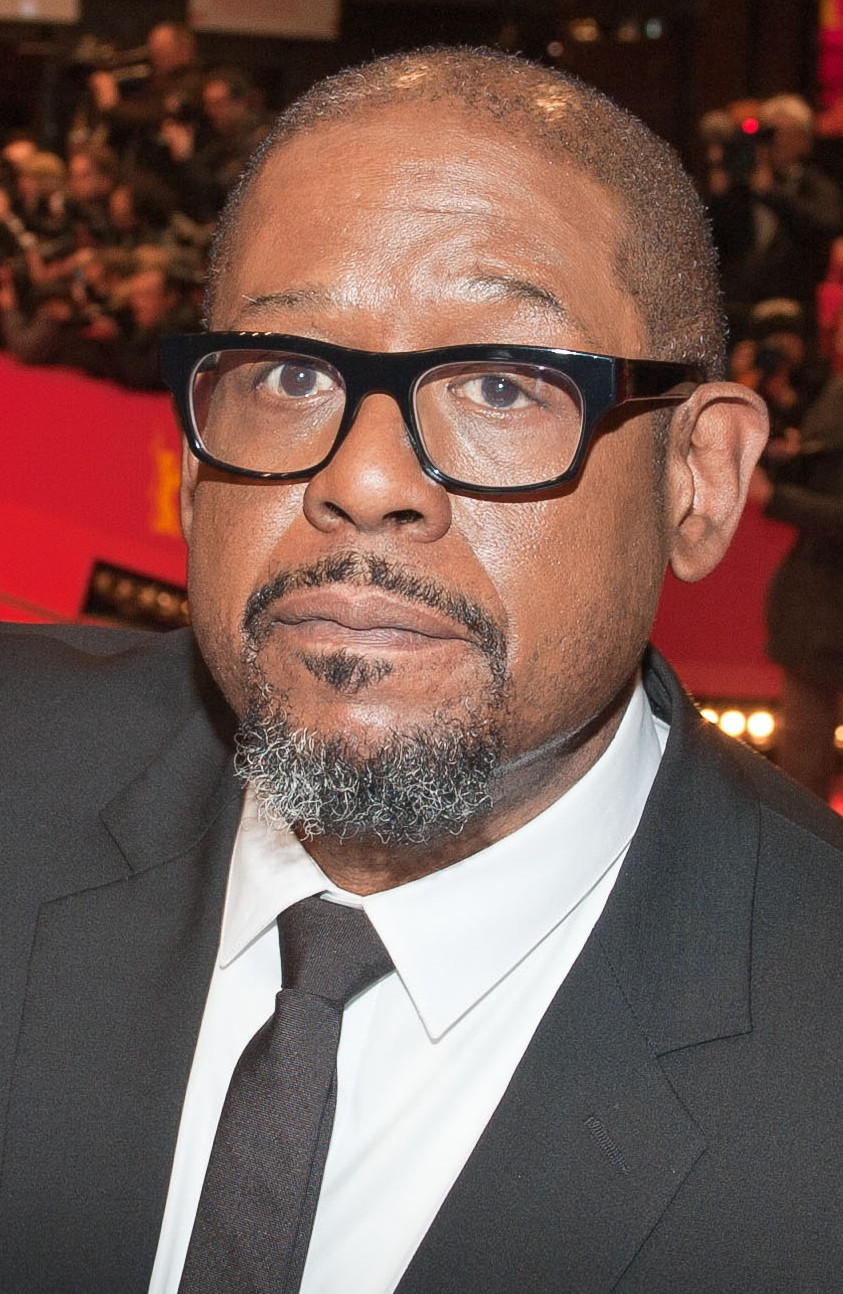
Forest Whitaker, regista del video di Exhale (Shoop Shoop) del 1995

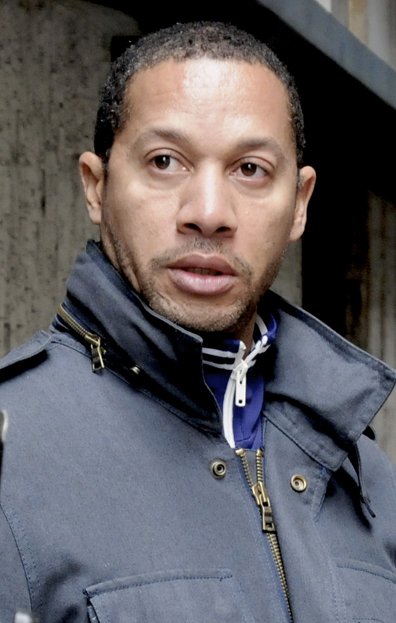
Paul Hunter, regista del videoclip di Step by Step (1997)

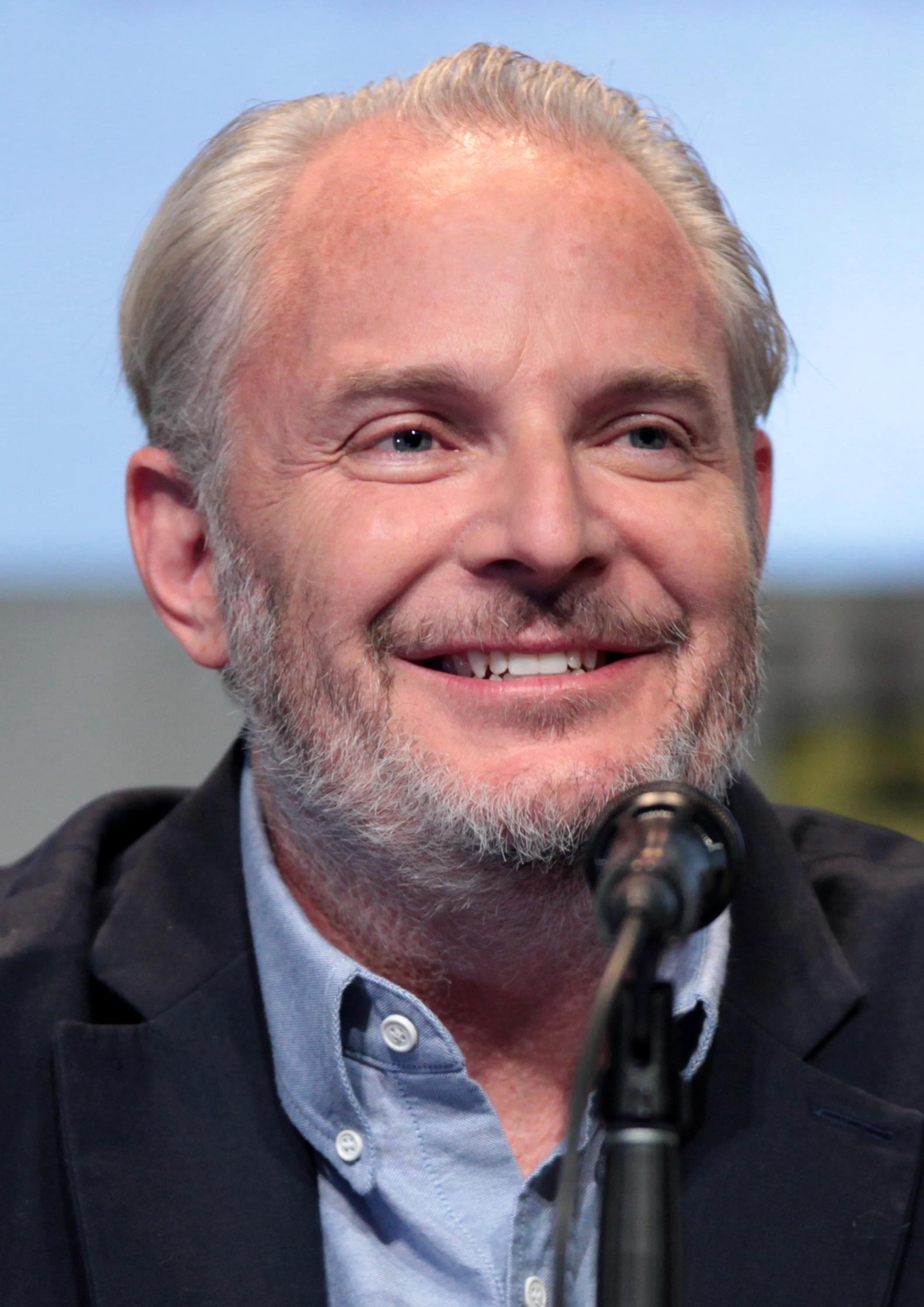
Francis Lawrence, noto per aver diretto 3 dei 4 film di Hunger Games, è stato il regista del video musicale di Could I Have This Kiss Forever (2000)

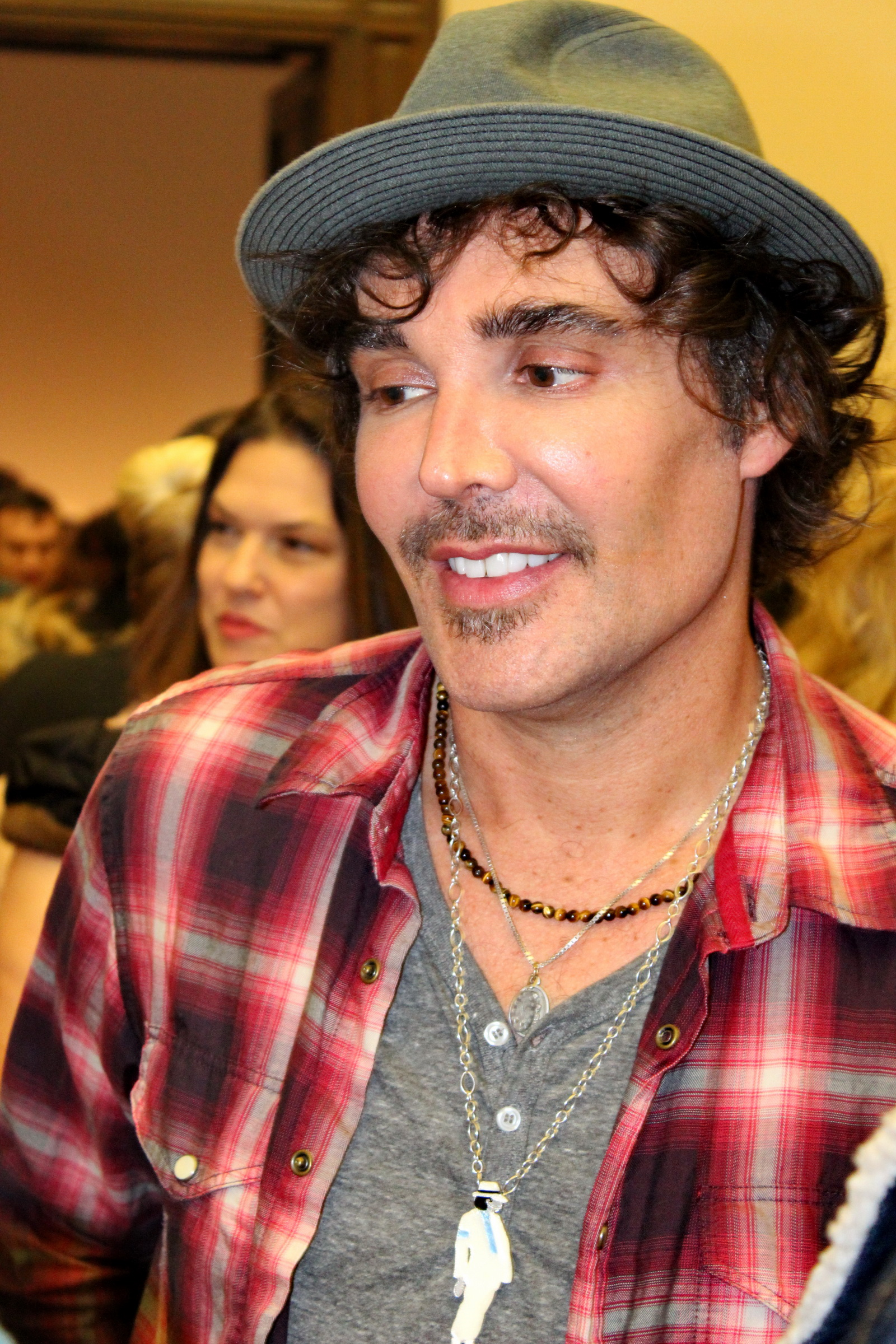
David LaChapelle, fotografo e regista statunitense, ha diretto il video di Try It on My Own (2003)

La videografia della cantante statunitense Whitney Houston comprende cinquantacinque video musicali, quattro album compilation e un video tour.

## Video musicali

### Anni '80
| Anno | Titolo                                                  | Regista              |
| ---- | ------------------------------------------------------- | -------------------- |
| 1985 | You Give Good Love                                      | Michael Lindsay-Hogg |
| 1985 | All at Once (Versione 1)                                | N.D.                 |
| 1985 | All at Once (Versione 2)                                | N.D.                 |
| 1985 | Saving All My Love for You                              | Stuart Orme          |
| 1985 | How Will I Know                                         | Brian Grant          |
| 1986 | Greatest Love of All                                    | Peter Israelson      |
| 1987 | I Wanna Dance with Somebody (Who Loves Me) (Versione 1) | Brian Grant          |
| 1987 | I Wanna Dance with Somebody (Who Loves Me) (Versione 2) | Brian Grant          |
| 1987 | Didn't We Almost Have It All (Dal vivo)                 | N.D.                 |
| 1987 | So Emotional                                            | Wayne Isham          |
| 1988 | Where Do Broken Hearts Go                               | Peter Israelson      |
| 1988 | Love Will Save the Day (Dal vivo)                       | Jeff Margolis        |
| 1988 | One Moment in Time (Versione 1 e 2)                     | N.D.                 |

### Anni '90

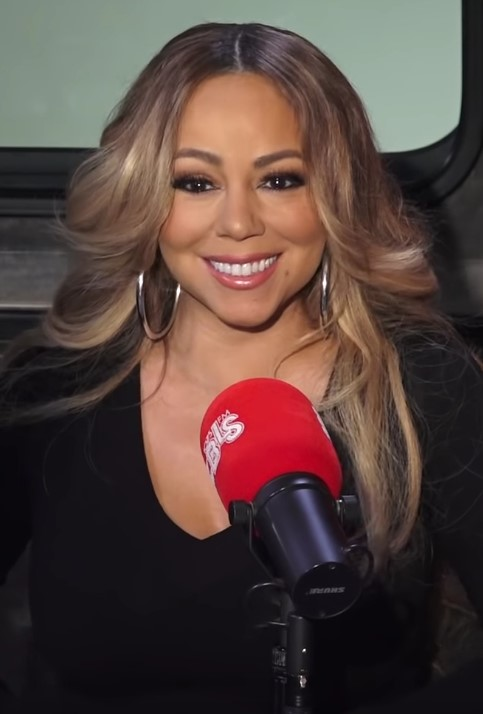
Mariah Carey ha partecipato al video musicale del singolo con Whitney When You Believe

| Anno | Titolo                                                                                     | Regista                      |
| ---- | ------------------------------------------------------------------------------------------ | ---------------------------- |
| 1990 | I'm Your Baby Tonight (Versione statunitense)                                              | Julien Temple                |
| 1990 | I'm Your Baby Tonight (Versione internazionale)                                            | Julien Temple                |
| 1991 | All the Man That I Need                                                                    | Peter Israelson              |
| 1991 | The Star Spangled Banner                                                                   | Bob Best                     |
| 1991 | Miracle                                                                                    | Jim Yukich                   |
| 1991 | My Name Is Not Susan (Versione 1)                                                          | Lionel Martin                |
| 1991 | My Name Is Not Susan (Versione 2) (L.A. Reid & Babyface remix featuring Monie Love)        | Lionel Martin                |
| 1991 | My Name Is Not Susan (Versione 3) (Waddell 7" Mix)                                         | N.D.                         |
| 1991 | I Belong to You                                                                            | N.D.                         |
| 1992 | I Will Always Love You                                                                     | Nick Brandt                  |
| 1993 | I'm Every Woman                                                                            | Randee St. Nicholas          |
| 1993 | I Have Nothing                                                                             | S.A. Baron                   |
| 1993 | Run to You                                                                                 | Mitchell Sinoway             |
| 1994 | Queen of the Night                                                                         | Mick Jackson                 |
| 1995 | Exhale (Shoop Shoop)                                                                       | Forest Whitaker              |
| 1996 | Count On Me (con CeCe Winans)                                                              | Wayne Isham                  |
| 1996 | Why Does It Hurt So Bad (Dal vivo)                                                         | Bruce Gowers and Troy Miller |
| 1996 | I Believe in You and Me                                                                    | F. Gary Gray                 |
| 1997 | Step by Step                                                                               | Paul Hunter                  |
| 1998 | When You Believe (con Mariah Carey)                                                        | Phil Joanou                  |
| 1998 | When You Believe (Versione alternativa) (con Mariah Carey)                                 | Mary Lambert                 |
| 1999 | Heartbreak Hotel (feat. Faith Evans e Kelly Price) + Hex Hector Radio Mix version          | Kevin Bray                   |
| 1999 | It's Not Right But It's Okay + Thunderpuss Mix version + Rodney Jerkins Smooth Mix version | Kevin Bray                   |
| 1999 | My Love Is Your Love (Versione 1) + Jonathan Peters' Radio Mix version                     | Kevin Bray                   |
| 1999 | I Learned from the Best + HQ2 Uptempo Mix version                                          | Kevin Bray                   |
| 1999 | My Love Is Your Love (Versione 2, dal vivo)                                                | Julia Knowles                |

### Anni 2000

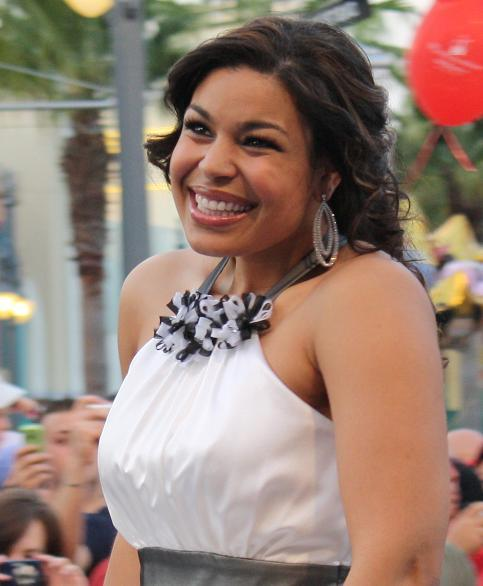
Jordin Sparks ha preso parte all'ultimo videoclip in cui Whitney appare nel singolo in cui hanno collaborato Celebrate

| Anno | Titolo                                                | Regista          |
| ---- | ----------------------------------------------------- | ---------------- |
| 2000 | Could I Have This Kiss Forever (con Enrique Iglesias) | Francis Lawrence |
| 2000 | If I Told You That (con George Michael)               | Kevin Bray       |
| 2000 | Fine                                                  | Kevin Bray       |
| 2002 | Whatchulookinat                                       | Kevin Bray       |
| 2002 | Love to Infinity Megamix                              | N.D.             |
| 2002 | One of Those Days                                     | Kevin Bray       |
| 2003 | Try It on My Own                                      | David LaChapelle |
| 2009 | I Look to You                                         | Melina Matsoukas |
| 2009 | Million Dollar Bill                                   | Melina Matsoukas |

### Anni 2010
| Anno | Titolo                        | Regista      |
| ---- | ----------------------------- | ------------ |
| 2012 | Celebrate (con Jordin Sparks) | Marcus Raboy |
| 2012 | Never Give Up (Lyric video)   | N.D.         |

## Album video

### Compilation di video musicali
| Anno                                                        | Titolo | Classifiche | Classifiche | Classifiche | Classifiche | Classifiche | Classifiche | Classifiche | Classifiche | Classifiche | Classifiche | Classifiche | Classifiche | Classifiche | Classifiche | Certificazioni |
| Anno                                                        | Titolo | US          | AUS         | AUT         | CZE         | DNK         | ESP         | FRA         | GER         | HUN         | IRL         | ITA         | SUI         | SWE         | UK          | Certificazioni |
| ----------------------------------------------------------- | --- | ----------- | ----------- | ----------- | ----------- | ----------- | ----------- | ----------- | ----------- | ----------- | ----------- | ----------- | ----------- | ----------- | ----------- | --- |
| 1986                                                        | The No. 1 Video Hits - Pubblicato: giugno 1986 - Etichetta: MusicVision (RCA), Pioneer Artists - Formato: VHS, Laserdisc        | 1           | —           | —           | —           | —           | —           | —           | —           | —           | —           | —           | —           | —           | —           | - Stati Uniti: Platino                                                                                               |
| 2000                                                        | Whitney: The Greatest Hits - Pubblicato: 16 maggio 2000 - Etichetta: Arista - Formato: VHS, DVD                                 | 1           | 9           | 8           | —           | 4           | 11          | 2           | 6           | —           | 1           | 4           | —           | 1           | 4           | - Stati Uniti: Platino - Argentina: Platino - Australia: Platino - Brasile: Platino - Spagna: Oro - Regno Unito: Oro |
| 2004                                                        | Artist Collection: Whitney Houston - Pubblicato: 25 settembre 2004 - Etichetta: Sony BMG/ Arista (# 82876638779) - Formato: DVD | —           | —           | —           | —           | —           | —           | —           | —           | —           | —           | —           | —           | —           | —           | |
| 2007                                                        | The Ultimate Collection - Pubblicato: 29 ottobre 2007 - Etichetta: Sony Music /Arista - Formato: DVD                            | —           | 1           | 3           | 10          | 1           | —           | 7           | 10          | 1           | 7           | —           | 3           | 1           | —           | - Australia: 4× Platino                                                                                              |
| "—" indica che l'album non si è classificato in quel Paese. | |             |             |             |             |             |             |             |             |             |             |             |             |             |             | |

### Video concerti live
| Anno | Titolo e dettagli | Certificazioni     |
| ---- | --- | ------------------ |
| 1991 | Welcome Home Heroes with Whitney Houston: Live Concert - Pubblicato: 24 maggio 1991 - Etichetta: Arista/6 West Home video, Pioneer Artists - Formato: VHS, Laserdisc, DVD | - Stati Uniti: oro |

### Come artista ospite
| Anno | Titolo | Certificazioni     |
| ---- | --- | ------------------ |
| 1994 | Grammy Greatest Moments, Volume II - Pubblicato: 9 febbraio 1994 - Etichetta: A*Vision Entertainment - Formato: VHS, LD                 |                    |
| 2000 | VH1 Divas Live/99 - Pubblicato: 16 novembre 1999 (VHS) /4 aprile 2000 (DVD) - Etichetta: Image Entertainment - Formato: VHS, DVD        | - Stati Uniti: oro |
| 2000 | 25 Years of No. 1 Hits: Arista Records 25th Anniversary Celebration - Pubblicato: 6 giugno 2000 - Etichetta: Arista - Formato: VHS, DVD |                    |

### Video non ufficiali di concerti
| Anno | Titolo                                                                                            |
| ---- | ------------------------------------------------------------------------------------------------- |
| 2007 | Whitney Houston Live - Pubblicato: 22 ottobre 2007 - Etichetta: Falcon Neue Medien - Formato: DVD |
| 2007 | A Song for You: Live - Pubblicato: 18 dicembre 2007 - Etichetta: Immortal - Formato: DVD          |
| 2008 | Whitney Houston Live - Pubblicato: 12 febbraio 2008 - Etichetta: Hudson Street - Formato: DVD     |
| 2010 | Concert for South Africa - Pubblicato: 24 giugno 2010 - Etichetta: Immortal - Formato: DVD        |

## Singoli
| Anno | Titolo | Certificazioni                  |
| ---- | --- | ------------------------------- |
| 1991 | The Star Spangled Banner - Pubblicato: 8 febbraio 1991 - Etichetta: Arista / 6 West Home video - Formato: VHS | - Stati Uniti: 2× Multi-Platino |
| 2000 | Fine - Pubblicato: 21 novembre 2000 - Etichetta: Arista - Formato: DVD                                        |                                 |
| 2003 | Try It on My Own - Pubblicato: 20 maggio 2003 - Etichetta: Arista - Formato: DVD                              | - Stati Uniti: oro              |